# Ecliptinae
Ecliptinae je podtribus glavočika, dio tribusa Heliantheae. Postoji pedesetak rodova.

## Opis
Filogenetska analiza podataka o restrikcijskim mjestima kloroplastne DNA za 76 od 302 roda Heliantheae sensu lato korištenjem 16 restrikcijskih endonukleaza otkriva da je podpleme Ecliptinae polifiletsko i da su njegovi rodovi raspoređeni u četiri različite loze. Ekliptinski rodovi Squamopappus, Podachaenium, Verbesina i Tetrachyron (iz Neurolaeninae), zajedno s drugim članovima podplemena Neurolaeninae, najbazalniji su kladus “paleaceouske” Heliantheae. Uglavnom umjerene vrste podplemena Ecliptinae (primjerice Balsamorhiza, Borrichia, Chrysogonum, Engelmannia, Silphium, Vigethia i Wyethia) snažno su ugniježđene u klasu s mezoameričkim monotipskim rodom Rojasianthe kao bazalnom. Rodovi karakterizirani marcescentnim zrakastim vjenčićima koji se tradicionalno klasificiraju u podpleme Zinniinae čine snažno podržanu sestrinsku grupu Acmella, Spilanthes i Salmea. Najveća klada ekliptinskih rodova je najnovija izvedena grupa unutar uzorkovanih Heliantheae. Ova velika skupina uglavnom neotropskih nizinskih rodova (različito karakterizirana svojim krilatim cipselama, lisnatim filarima i suprotnom filotaksijom, a primjeri su Perymenium, Wedelia i Zexmenia) bila je i nastavlja biti najizazovnija skupina s taksonomskog stajališta. Studija pruža nove uvide u njihove odnose koji će imati pozitivan utjecaj u budućim monografskim studijama grupe. Rodovi Espeletiinae tvore monofiletsku klasu i sestrinski su članovima Milleriinae i Melampodiinae. Ovaj rezultat je u skladu s njihovim tradicionalnim taksonomskim položajem s rodovima kao što je Smallanthus s kojim dijele tendenciju prema funkcionalno staminirajućim diskastim cvjetovima. Filogenetski zagonetan rod Montanoa sestrinski je rod Melampodiumu. Članovi podplemena Galinsoginae grupirani su u dvije glavne loze koje odgovaraju tradicionalnoj podjeli podplemena na temelju karakteristika papusa. Nema potpore za monofiliju podplemena Galinsoginae, a isti rezultati pokazuju da su neki od njegovih rodova parafileti.

## Rodovi
1. Perymenium Schrad. (65 spp.)
2. Podanthus Lag. (2 spp.)
3. Baltimora L. (2 spp.)
4. Clibadium F. Allam. ex L. (39 spp.)
5. Ichthyothere Mart. (28 spp.)
6. Delilia Spreng. (2 spp.)
7. Eclipta L. (10 spp.)
8. Lantanopsis C. Wright ex Griseb. (3 spp.)
9. Pentalepis F. Muell. (6 spp.)
10. Rensonia S. F. Blake (1 sp.)
11. Riencourtia Cass. (6 spp.)
12. Blainvillea Cass. (5 spp.)
13. Calyptocarpus Less. (3 spp.)
14. Damnxanthodium Strother (1 sp.)
15. Perymeniopsis H. Rob. (1 sp.)
16. Dimerostemma Cass. (31 spp.)
17. Elaphandra Strother (14 spp.)
18. Eleutheranthera Poit. ex Bosc (2 spp.)
19. Exomiocarpon Lawalrée (1 sp.)
20. Iogeton Strother (1 sp.)
21. Jefea Strother (5 spp.)
22. Lasianthaea DC. (16 spp.)
23. Lundellianthus H. Rob. (8 spp.)
24. Lipotriche R. Br. (12 spp.)
25. Oblivia Strother (3 spp.)
26. Otopappus Benth. (17 spp.)
27. Oyedaea DC. (25 spp.)
28. Pascalia Ortega (2 spp.)
29. Plagiolophus Greenm. (1 sp.)
30. Steiractinia S. F. Blake (14 spp.)
31. Synedrella Gaertn. (1 sp.)
32. Synedrellopsis Hieron. & Kuntze (1 sp.)
33. Tuxtla Villaseñor & Strother (1 sp.)
34. Wamalchitamia Strother (7 spp.)
35. Wedelia Jacq. (131 spp.)
36. Fenixia Merr. (1 sp.)
37. Hoffmanniella Schltr. ex Lawalrée (1 sp.)
38. Idiopappus H. Rob. & Panero (1 sp.)
39. Kingianthus H. Rob. (2 spp.)
40. Leptocarpha DC. (1 sp.)
41. Monactis Kunth (12 spp.)
42. Trigonopterum Hook.f. (1 sp.)
43. Aspilia Thouars (67 spp.)
44. Schizoptera Turcz. (1 sp.)
45. Sphagneticola O. Hoffm. (4 spp.)
46. Tilesia G. Mey. (3 spp.)
47. Zexmenia La Llave (5 spp.)
48. Tuberculocarpus Pruski (1 sp.)
49. Echinocephalum Gardner (1 sp.)
50. Melanthera Rohr (4 spp.)
51. Apowollastonia Orchard (8 spp.)
52. Wollastonia DC. ex Decne. (7 spp.)
53. Indocypraea Orchard (1 sp.)
54. Quadribractea Orchard (1 sp.)
55. Acunniana Orchard (1 sp.)
56. Lipoblepharis Orchard (5 spp.)
57. Lipochaeta DC. (20 spp.)